# Maść z salicylanem metylu
Maść z salicylanem metylu (łac. Methylis salicylatis unguentum, syn. Unguentum Methylii salicylici FP XIII) – preparat galenowy do użytku zewnętrznego, sporządzany według przepisu farmakopealnego w zakresie receptury aptecznej. W Polsce na stan obecny (2024) skład określa Farmakopea Polska XIII. Maść typu roztworu (składnik rozpuszczony w podłożu) o działaniu przeciwzapalnym i przeciwbólowym. Znajduje zastosowanie w bólach mięśniowych i stawowych na tle gośccowym, pourazowym, w nerwobólach, zapaleniu korzonków nerwowych oraz lumbago.

## Skład
salicylan metylu 20 cz.
lanolina bezwodna 40 cz.
wazelina biała 40 cz.